# Iphra triangulifera
Iphra triangulifera là một loài bọ cánh cứng trong họ Cerambycidae.